# Phlegra
Phlegra is een geslacht van spinnen uit de familie springspinnen (Salticidae).

## Soorten
De volgende soorten zijn bij het geslacht ingedeeld:
- Phlegra abessinica Strand, 1906
- Phlegra albostriata Simon, 1901
- Phlegra amitaii Prószyński, 1998
- Phlegra andreevae Logunov, 1996
- Phlegra arborea Wesolowska & Haddad, 2009
- Phlegra atra Wesolowska & Tomasiewicz, 2008
- Phlegra bairstowi Simon, 1886
- Phlegra bicognata Azarkina, 2004
- Phlegra bifurcata Schmidt & Piepho, 1994
- Phlegra bresnieri (Lucas, 1846)
  - Phlegra bresnieri meridionalis Strand, 1906
- Phlegra certa Wesolowska & Haddad, 2009
- Phlegra chrysops Simon, 1890
- Phlegra cinereofasciata (Simon, 1868)
- Phlegra crumena Próchniewicz & Heciak, 1994
- Phlegra desquamata Strand, 1906
- Phlegra dhakuriensis (Tikader, 1974)
- Phlegra dimentmani Prószyński, 1998
- Phlegra dunini Azarkina, 2004
- Phlegra etosha Logunov & Azarkina, 2006
- Phlegra fasciata (Hahn, 1826)
- Phlegra ferberorum Prószyński, 1998
- Phlegra flavipes Denis, 1947
- Phlegra fulvastra (Simon, 1868)
- Phlegra fulvotrilineata (Lucas, 1846)
- Phlegra gagnoa Logunov & Azarkina, 2006
- Phlegra hentzi (Marx, 1890)
- Phlegra imperiosa Peckham & Peckham, 1903
- Phlegra insulana Schmidt & Krause, 1998
- Phlegra jacksoni Prószyński, 1998
- Phlegra karoo Wesolowska, 2006
- Phlegra kulczynskii Azarkina, 2004
- Phlegra langanoensis Wesolowska & Tomasiewicz, 2008
- Phlegra levis Próchniewicz & Heciak, 1994
- Phlegra levyi Prószyński, 1998
- Phlegra lineata (C. L. Koch, 1846)
- Phlegra logunovi Azarkina, 2004
- Phlegra loripes Simon, 1876
- Phlegra lugubris Berland & Millot, 1941
- Phlegra memorialis (O. P.-Cambridge, 1876)
- Phlegra micans Simon, 1901
- Phlegra nitidiventris (Lucas, 1846)
- Phlegra nuda Próchniewicz & Heciak, 1994
- Phlegra obscurimagna Azarkina, 2004
- Phlegra palestinensis Logunov, 1996
- Phlegra particeps (O. P.-Cambridge, 1872)
- Phlegra parvula Wesolowska & Russell-Smith, 2000
- Phlegra pisarskii Żabka, 1985
- Phlegra pori Prószyński, 1998
- Phlegra procera Wesolowska & Cumming, 2008
- Phlegra profuga Logunov, 1996
- Phlegra proxima Denis, 1947
- Phlegra pusilla Wesolowska & van Harten, 1994
- Phlegra rogenhoferi (Simon, 1868)
- Phlegra rothi Prószyński, 1998
- Phlegra samchiensis Prószyński, 1978
- Phlegra sapphirina (Thorell, 1875)
- Phlegra semipullata Simon, 1901
- Phlegra shulovi Prószyński, 1998
- Phlegra sierrana (Simon, 1868)
- Phlegra simoni L. Koch, 1882
- Phlegra simplex Wesolowska & Russell-Smith, 2000
- Phlegra sogdiana Charitonov, 1946
- Phlegra solitaria Wesolowska & Tomasiewicz, 2008
- Phlegra soudanica Berland & Millot, 1941
- Phlegra stephaniae Prószyński, 1998
- Phlegra suaverubens Simon, 1886
- Phlegra swanii Mushtaq, Beg & Waris, 1995
- Phlegra tenella Wesolowska, 2006
- Phlegra tetralineata (Caporiacco, 1939)
- Phlegra theseusi Logunov, 2001
- Phlegra thibetana Simon, 1901
- Phlegra tillyae Prószyński, 1998
- Phlegra touba Logunov & Azarkina, 2006
- Phlegra tristis Lessert, 1927
- Phlegra varia Wesolowska & Russell-Smith, 2000
- Phlegra v-epigynalis Heçiak & Prószyński, 1998
- Phlegra yaelae Prószyński, 1998
- Phlegra yuzhongensis Yang & Tang, 1996